# Lovastatina
En medicina y farmacología la lovastatina es un fármaco miembro de la familia de las  estatinas, usado para disminuir el colesterol y prevenir enfermedades cardiovasculares.
La lovastatina, sustancia derivada del Aspergillus terreus, fue junto a la mevastatina (ahora llamada compactina) una de las primeras estatinas obtenidas a finales de los años 1970.  Obtuvo uno de los Premios Galien a la investigación farmacéutica, concretamente en 1991. Fue descubierto por Sagrario Mochales, microbióloga española.

## Descripción
La lovastatina es un polvo cristalino, blanco, insoluble en agua y moderadamente soluble en disolventes como etanol, metanol y acetonitrilo. Al igual que la simvastatina, la lovastatina es realmente una lactona, farmacológicamente inactiva. Es su derivado β-hidroxilado (el β-hidroxiácido de lovastatina o lovastatina ácida) el que tiene realmente actividad en el organismo.

## Farmacocinética

### Vías de administración (formas de uso)
Oral.

### Absorción
La absorción, al igual que la mayoría de las estatinas, es limitada, reduciéndose a un máximo del 30%. Sufre efecto de primer paso metabólico. Esto junto con la escasa absorción le da una biodisponibilidad muy baja, en torno al 5%. Diversos estudios muestran que su absorción en ayunas es de 2/3 a la registrada inmediatamente después de las comidas.

### Distribución
La unión a proteínas plasmáticas es superior al 95%, difundiendo las barreras hematoencefálica y placentaria. El pico máximo en plasma lo alcanza aproximadamente a las dos horas. 

### Metabolismo y metabolitos
El metabolismo es hepático. Los principales metabolitos activos presentes en el plasma humano son el β-hidroxiácido de lovastatina, su 6'-hidroxi derivados, y otros dos metabolitos. La lovastatina es sustrato del CYP3A4, lo cual es de interés a la hora de valorar las interacciones con otros fármacos.

### Excreción
En un 80% se elimina en heces, y un 10% en orina.

## Farmacodinámica

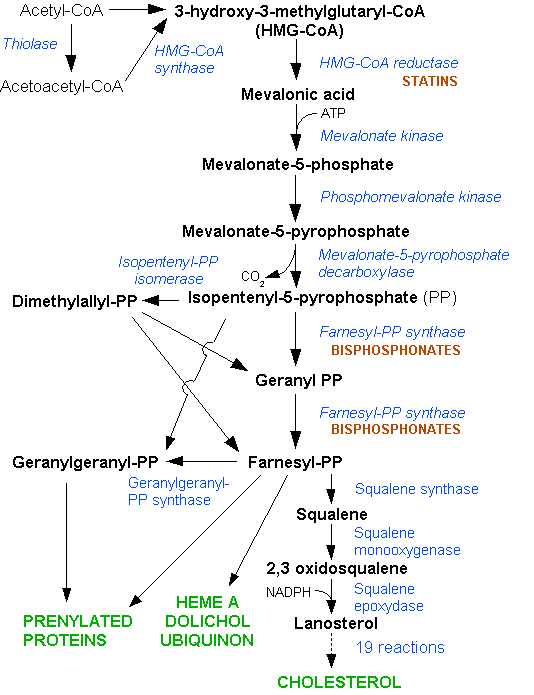
Vía de la HMG CoA reductasa.

### Mecanismo de acción
El β-hidroxiácido de lovastatina es un inhibidor de la 3-hidroxi-3-metilglutaril-coenzima A reductasa (HMG-CoA reductasa). Esta enzima cataliza un paso esencial de la vía del mevalonato, la conversión de la HMG-CoA a mevalonato, que es un metabolito clave en la biosíntesis de colesterol. En el esquema adjunto puede observarse el nivel de bloqueo de las estatinas así como de otras sustancias en la biosíntesis del colesterol. La inhibición de la enzima se realiza de forma competitiva.
El bloqueo de la síntesis hepática del colesterol produce una activación de las proteínas reguladoras SREBP (sterol regulatory elements-binding proteins), que activan la transcripción de proteínas y, por tanto, producen una mayor expresión del gen del receptor de LDL y un aumento en la cantidad de receptores funcionales en el hepatocito.

### Efectos
Como consecuencia de la inhibición de la HMG-CoA reductasa disminuyen los niveles de colesterol total y LDL, sustancias íntimamente relacionadas con la aterosclerosis y el aumento del riesgo cardiovascular. La apolipoproteína B también disminuye sustancialmente durante el tratamiento con simvastatina. Además, aumenta moderadamente el C-HDL y reduce los triglicéridos plasmáticos. Como resultado de estos cambios, el cociente entre colesterol total y colesterol HDL, así como el cociente entre colesterol LDL y colesterol HDL, se reducen.
Desde la publicación de estudios como el Framingham Heart, el Seven Countries o el  MRFIT, quedó patente el papel de la hipercolesterolemia como factor de riesgo principal en los episodios de morbilidad y mortalidad de origen cardiovascular., Con estudios como el Lipid Research Clinics Coronary Primary Prevention o el Helsinki Heart se demostró que la reducción de colesterol prevenía la aparición de estos eventos cardiovasculares.,

### Interacciones
Interacciones farmacodinámicas :
Tanto los fibratos como la niacina (ácido nicotínico) aumentan el riesgo de miopatía asociado a la lovastatina. Esto es especialmente importante en el caso del gemfibrozilo, el cual además  de la interacción a nivel de receptor, interfiere con el metabolismo hepático a nivel del CYP3A4.
Interacciones farmacocinéticas:
Una gran parte de las interacciones de la lovastatina, como de la mayoría de las estatinas, vendrá determinada por el hecho de ser sustrato de la CYP3A4. Así, en relación con el metabolismo hepático nos podemos encontrar:
| Inhibidores. | Inhibidores. | Inductores. |
| Potentes - Antibióticos macrólidos: - eritromicina. - telitromicina. - claritromicina - Inhibidores de la proteasa: - Saquinavir - Indinavir - Ritonavir - Antifúngicos azólicos: - Ketoconazol - Itraconazol - Fluconazol - Nefazodona | Otros - Bergamotina (componente del zumo de pomelo) - Quercetin - Amiodarona - Aprepitan - Cimetidina - Ciprofloxacino - Ciclosporina - Diltiazem - Imatinib - Equinácea - Enoxacina - Ergotamina - Metronidazol - Mifepristona - Tofisopam - Gestodene - Mibefradil - Inhibidores de la transcriptasa inversa no nucleósidos: - Efavirenz - Nevirapina - Fluoxetina y otros IRSS - Verapamilo | - Fenobarbital - Carbamazepina - Fenitoína - Rifampicina - Modafinilo - Dexametasona - Felbamato - Glucocorticoides - Griseofulvina - Pioglitazona - Primidona - Topiramato - Troglitazona - Rifabutin |

## Uso clínico
La lovastatina es usada para el control de la hipercolesterolemia y en la prevención de la enfermedad cardiovascular.
Ensayos clínicos.
Junto a los ya referidos anteriormente, son de interés los siguientes:
- Estudio AFCAPS (Air Force Coronary Atherosclerosis Prevention Study), con 6605 pacientes y realizado con lovastatina.
- Estudio EXCEL.
- Estudio ADVOCATE (the ADvicor Versus Other Cholesterol-Modulating Agents Trial Evaluation). Estudio indirecto de la lovastatina asociada a la niacina, comparándola con atorvastatina y simvastatina.[9]
- Estudio Post-CABG (Post- Coronary Artery Bypass Grafting Trial), con 1351 pacientes y uso de lovastatina.[10]
- Estudio ACAPS (the Asymptomatic Carotid Artery Progression Study), con 919 pacientes y estudio de la lovastatina.[11]
- Estudio CCAIT (Canadian Coronary Atherosclerosis Intervention Trial). 331 pacientes con lovastatina,[12] que dio lugar a un interesante subestudio en mujeres.[13]
- Estudio MARS (the Monitored Atherosclerosis Regression Study). Estudio angiográfico realizado con 188 pacientes y valoración de los efectos de la lovastatina sobre la regresión de la placa de ateroma.[14]

Otros innumerables ensayos clínicos han sido realizados para intentar demostrar la utilidad de las estatinas en otras patologías, como la osteoporosis, la enfermedad de Parkinson, la enfermedad de Alzheimer, o el shock séptico.,,,

### Indicaciones
- Hipercolesterolemia.
  - Hipercolesterolemia primaria o dislipidemia mixta.
  - Hipercolesterolemia familiar homozigota
- Prevención cardiovascular.
  - Reducción de la morbimortalidad cardiovascular en pacientes con enfermedad cardiovascular aterosclerótica manifiesta.
  - Reducción de la morbimortalidad cardiovascular en pacientes con diabetes mellitus, con niveles de colesterol normales o elevados.[19]
  - Tratamiento complementario a la corrección de otros factores de riesgo y otros tratamientos cardioprotectores.

### Efectos adversos
Para la valoración de las reacciones adversas (RAM) se tendrán en cuenta los criterios de la CIOSM.
| Reacciones adversas a Lovastatina                |              | |
| Sistema implicado.                               | Grupo CIOSM. | Tipo de reacción. |
| Trastornos de la sangre y del sistema linfático. | Raras.       | Anemia |
| Trastornos del sistema nervioso.                 | Raras        | Cefalea, parestesia, mareos, neuropatía periférica.                                                                            |
| Trastornos gastrointestinales.                   | Raras        | Estreñimiento, dolor abdominal, flatulencia, dispepsia, diarrea, náuseas, vómitos, pancreatitis, hepatitis, ictericia.         |
| Trastornos de la piel y tejido subcutáneo.       | Raras        | Erupción cutánea, prurito, alopecia.                                                                                           |
| Trastornos musculoesqueléticos.                  | Raras.       | Miopatía, rabdomiólisis, mialgia, calambres musculares.                                                                        |
| Pruebas complementarias.                         | Raras.       | Aumentos de las transaminasas séricas, aumentos de la fosfatasa alcalina, aumento de los niveles séricos de la creatinquinasa. |

### Contraindicaciones
- Hipersensibilidad a lovastatina o a cualquiera de los excipientes.
- Enfermedad hepática activa o elevaciones persistentes no explicadas de las transaminasas séricas.
- Embarazo y lactancia.
- Administración concomitante de inhibidores potentes de la CYP3A4.

### Presentaciones
Comprimidos de 20 y 40 mg.
Entre los excipientes habituales para este producto nos podemos encontrar:
- Lactosa.
- Almidón pregelatinizado.
- Celulosa microcristalina. (E460 I)
- Estearato magnésico. (E470 B)
- Butilhidroxianisol. (E320)
- Laca alumínica azul FD&C n.º 2.	(Indigotina) (E132)
- Laca alumínica amarillo de quinoleína. (E104)
- Óxido de hierro rojo. (E172)